# Alberto Brignoli
Alberto Brignoli (Trescore Balneario, 19 augustus 1991) is een Italiaans voetballer die als doelman speelt. Hij verruilde Ternana Calcio in februari 2015 voor Juventus.

## Clubcarrière
Brignoli was in de lagere reeksen actief bij AC Montichiari en AC Lumezzane. In 2012 kwam hij terecht bij Ternana Calcio, waarvoor hij op 11 augustus 2012 debuteerde in de Coppa Italia tegen Trapani Calcio. 1 september 2012 debuteerde de doelman in de Serie B tegen Modena. In drie seizoenen speelde hij 102 competitiewedstrijden voor Ternana Calcio. Op 2 februari 2015 tekende Brignoli een vijfjarig contract bij Juventus. Dat verhuurde hem vervolgens aan achtereenvolgens UC Sampdoria, CD Leganés, AC Perugia en Benevento. Voor laatstgenoemde club maakte Brignoli op 3 december 2017 voor het eerst in zijn profcarrière een doelpunt. Tijdens een competitiewedstrijd in de Serie A uit bij AC Milan, ging hij in de 95e minuut mee naar voren toen zijn team een vrij trap kreeg. Hij kopte de voorzet die daaruit voortkwam in en bepaalde daarmee de eindstand op 2–2. Brignoli bezorgde Benevento daarmee ook het eerste punt op het hoogste niveau in de clubhistorie.